# Hermann Schaller
Hermann Schaller, detto Xaverl (Monaco di Baviera, 28 luglio 1906 – Kangchenjunga, 9 agosto 1931), è stato un alpinista tedesco, fu un abile alpinista delle Alpi ma trovò la morte  nella spedizione che tentò nel 1931 di scalare la cima del Kangchenjunga, il terzo monte della Terra per altezza (8.579 m.).

## Biografia
Membro dell'Associazione Alpina Accademica di Monaco di Baviera (Akademischer Alpenverein München) (AAVM), Hermann Schaller scalò molte delle pareti più difficili delle Alpi orientali e occidentali. Il 26 e 27 aprile 1930 Karl Brendel e Hermann Schaller, ambedue di Monaco di Baviera, conquistarono al primo tentativo la cresta sud dell'Aiguille Noire de Peuterey, dimostrando così che gli scalatori del calcare potevano applicare la loro tecnica anche al granito. Le sue scalate su roccia comprendevano quanto di più estremo fosse stato finora raggiunto lì: la parete Lalidererwand, la parete est del Fleischbank e la parete ovest del Totenkirchl, la parete sud dello Schüsselkarspitze, le cupe pareti nord dello Schönanger e del Praxmarerkarspitze e infine la mostruosa parete del Civetta sono solo alcune delle tante. Tra le numerose altre scalate, furono la Peteretgrat al Monte Bianco e la prima salita della magnifica cresta sud dell'Aiquille Noir. In quegli anni, gli alpinisti tedeschi erano impegnati nella conquista degli Ottomila himalayani e ben tre spedizioni tentarono la scalata della cima del Kangchenjunga, il terzo monte della Terra per altezza (8.579 m.). Due di esse furono organizzate dal bavarese Paul Bauer, nel 1929 e nel 1931. La prima volta, tra la fine d'agosto e il 7 ottobre, fece parecchi tentativi diretti alla conquista della cima per lo spigolo nord-est; l'ultimo campo fu posto a 7.000 m d'altezza e si raggiunsero poi 7.400 m con Eugen Allwein e Karl von Kraus prima che la squadra fosse costretta a tornare indietro colti da una tempesta durata cinque giorni. Nel 1931 la spedizione alpinistica tedesca al Kangchenjunga fu organizzata dalla "Deutsche Himalaja-Stiftung", la Fondazione tedesca per l'Himalaya, guidata ancora una volta da Paul Bauer, ed era composta da dieci abili alpinisti, per lo più provenienti da Monaco di Baviera: Peter Aufschnaiter, Eugen Allwein, Julius Brenner, Wilhelm Fendt, Hans Hartmann, Joachim Leupold, Hans (Pepperl) Pircher, lo stesso Hermann (Xaverl) Schaller, Karl Wien, Babu Lall, Lobsang, Ila Kitar Sherpa, Kami Sherpa, Pasang Sherpa e Pemba Sherp. Peter Aufschnaiter era un esperto alpinista himalayano che aveva già tentato di scalare il Kangchenjunga nel 1929. Anche in questo caso l'attacco venne effettuato dal ghiacciaio Zemu attraverso lo sperone orientale, in piena estate durante il monsone, per poter dare il via all'assalto finale alla vetta con il bel tempo autunnale. Questa volta le condizioni meteorologiche e della neve si mostrarono estremamente sfavorevoli. Ci vollero quasi due mesi per rendere percorribile l'imponente cresta e si verificarono molti incidenti spiacevoli: due sherpa, tra cui il famoso Sirdar Lobsang, si ammalarono e morirono. Dopo intensi sforzi fisici, valendosi della esperienza già fatta, il gruppo raggiunse lo “Spurgipfel” di 7.700 m., il 18 settembre, Eugen Allwein e Karl Wien scalarono per la stessa via del 1929 la vetta dello Sporn ma la grande difficoltà di vincere un'ultima parete di ghiaccio alta 150 m fece ancora una volta abbandonare l'impresa, nella quale, il 9 agosto del 1931, Shaller morì per una caduta dallo sperone nord-orientale del Kangchenjunga con lo sherpa Pasang. “Il Kangchenjunga è l’obiettivo più alto che un alpinista possa prefiggersi, un obiettivo per cui vale la pena rischiare la vita” aveva scritto nel suo diario di alpinista il 6 dicembre 1930.

## Carriera alpinistica
- 1926 prima salita al Mitterkarturm-Nordkamine, 2.200 m, (Karwendel);
- 1928 prima salita al Grabenkarspitze-parete nord, 2.472 m, (Karwendel);
- 1929 prima salita invernale all'Erenspitze, 2.756 m, (Alpi Ötztal);
- 1930 prima salita all'Aiguille Noire de Peuterey-cresta sud "Brendel-Schaller", V+/A0, 1200 HM, 3.773 m, (zona Monte Bianco);
- 1930 salita al Monte Bianco-Peutereygrat, V, 4.807 m, (zona Monte Bianco);
- 1930 decima salita al Monte Civetta-parete nord-ovest "Solleder-Führe", 3.220 m, (Dolomiti);
- 1931 spedizione himalayana tedesca al Kangchenjunga, 8.586 m, (Himalaya, Nepal)[1][2].